# Pedro Gómez Barroso
Ne doit pas être confondu avec Pedro Gómez Barroso de Albornoz.
Pedro Gómez Barroso, el viejo  (né à Tolède, Espagne, et mort à Avignon le 14 juillet 1348 est un cardinal espagnol du XIVe siècle. Il est le grand-oncle du cardinal Pedro Gómez Barroso, el joven (1371).

## Biographie
Pedro Gómez Barrosso est le fils de Fernán Pérez Barroso et de Mencía García de Sotomayor, seigneurs de Calabazas.
Gómez Barroso est conseiller d'état et est un ami du roi Alphonse XI de Castille. Il est prieur de Séville et canon maestrescuela de Tolède. En 1326 il est élu évêque de Carthagène.
Pedro Gómez est créé cardinal par le pape Jean XXII lors du consistoire du 18 décembre 1327. Il est légat auprès du roi Alphonse XI de Castille et camerlingue du Sacré Collège en 1331-1340. Gómez Barroso est archidiacre de Torrellas, Saragosse et il est nommé le premier recteur séculaire de l'église de Guadalupe. Avec le cardinal Bertrand de Montfavez, Gómez est légat en France et en Angleterre et il est demandé par le pape Benoît XII à arbitrer dans la dispute entre Thierry de Heinsberg et le diocèse de Liège à propos du comte de Looz.
Le cardinal Gómez participe au conclave 1334, lors duquel Benoît XII est élu et au conclave de 1342 (élection de Clément VI).
En 1347, il a fondé le monastère de Sainte-Praxède d'Espagne, hors les murs d'Avignon, près du monastère de Montfavet. Il a fait venir vingt religieuses dominicaines du couvent Notre-Dame de Prouille. Elles se sont installées dans le monastère le 21 juin 1347. Pedro Gómez Barroso y a été inhumé. Leur séjour dans le monastère a été troublé par les guerres et les incursions des grandes compagnies. En 1409, le pape Benoît XIII a autorisé le transfert du monastère à l'intérieur d'Avignon.